# فيك موبلي
فيك موبلي (بالإنجليزية: Vic Mobley)‏ هو لاعب كرة قدم بريطاني في مركز قلب الدفاع، ولد في 11 أكتوبر 1943 في أكسفورد في المملكة المتحدة. لعب مع شيفيلد وينزداي.